# Gianluca Faliva
Gianluca Faliva (Camposampiero, 26 dicembre 1973) è un ex rugbista a 15 italiano, pilone di Benetton e Rovigo e vincitore di sette campionati italiani.

## Biografia
Faliva iniziò a giocare a rugby a 20 anni, nel periodo in cui, da agente della Polizia di Stato, entrò nel CUS Padova all'epoca allenato da Marzio Innocenti; quattro anni dopo firmò il suo primo contratto da professionista per il Benetton Treviso, della cui prima linea divenne elemento fisso.
Con il club di Treviso Faliva si aggiudicò sette titoli nazionali in dieci anni di militanza; in Nazionale esordì nel 1999 a Durban contro il Sudafrica nel giorno del peggior passivo azzurro di sempre, una sconfitta per 0-101; furono altre 3, nel 2002, le prove internazionali di Faliva, contro Nuova Zelanda, Argentina e Australia.
Nel 2003, a seguito di un'operazione di polizia, Faliva rimase coinvolto, insieme al suo compagno di squadra Fabio Ongaro e a numerosi altri atleti, di massima ciclisti, in un'indagine su sospetti casi di doping; il procedimento giudiziario durò sei anni, durante i quali Faliva si trasferì dal Benetton Treviso al Rovigo (2007); benché un testimone d'accusa asserisse che il giocatore avesse assunto sostanze dopanti il tribunale di Cittadella (PD), nel luglio 2009, assolse Faliva e Ongaro per insussistenza del fatto.
All'epoca dell'assoluzione Faliva aveva già, comunque, messo in pratica la sua intenzione di chiudere l'attività agonistica, come preannunciato qualche mese prima.
Nella classifica di titoli nazionali vinti nel dopoguerra Faliva è al secondo posto dietro al primato assoluto di Massimiliano Perziano (8) e a pari merito, tra gli altri, di Romano Bettarello, Denis e Manuel Dallan, Carlo Checchinato.

## Palmarès
- Campionati italiani: 7
Benetton Treviso: 1997-98, 1998-99, 2000-01, 2002-03, 2003-04, 2005-06, 2006-07
- Coppe Italia: 1
Benetton Treviso: 2004-05
- Supercoppe d'Italia: 1
Benetton Treviso: 2006